# Akira Nagata
Akira Nagata (麦人 Nagata Akira?) es un actor, cantante y seiyū japonés nacido el 22 de enero de 1985 en Sakai, Prefectura de Osaka.
Como actor, ha participado en series como Kamen Rider Den-O. Para la industria del anime, ha prestado su voz en series como Lovely Complex y ha realizado trabajos en animación. Actualmente, forma parte del grupo de J-Pop RUN&GUN.

## Filmografía

### Tokusatsu y series de TV
- Joo como Jinnichi
- Kamen Rider Den-O como Seigi Ozaki
- Tomorrow como Kato Keita

### Películas
- Asashin como Cougar
- Gekijo ban Kanna san daiseiko desu! como Kosuke Rendaijiso
- Kamen Rider Den-O: ¡He Renacido! como Seigi Ozaki
- Zettai reido: Mikaiketsu jiken tokumei sosa como Yukinari Michio

### Series de Anime
- Hatara Kizzu Maihamu Gumi como Steve
- Lovely Complex como Atsushi Otani

### Teatro
- Air Gear como Macbeth
- Air Gear: Super Range Remix como Macbeth
- Blue Sheets como Nagai

## Música
Actualmente forma parte del grupo de J-Pop RUN&GUN:
- Interpretaron el primer ending de Sonic X: Mirai[4]

### Anime
- Participó en el opening de Hatara Kizzu Maihamu Gumi Hatarakids My Ham Gumi (はたらキッズ マイハム組) junto con Chiemi Chiba, Masako Nozawa, Yuka Komatsu y Zennosuke Fukkin.[5]

## Trabajos en Animación[2]
- Bakuman (Segunda Temporada): Productor de Animación
- Nodame Cantabile finale: Avance de Praducción (eps. 3 y 8)